# Anton Kusznir
Anton Siarhiejewicz Kusznir (biał. Антон Сяргеевіч Кушнір, ros. Антон Сергеевич Кушнир, Anton Siergiejewicz Kusznir; ur. 13 października 1984 w Czerwonoarmiejsku) – białoruski narciarz dowolny, specjalizuje się w skokach akrobatycznych. W 2014 roku zdobył złoty medal na igrzyskach olimpijskich w Soczi. Był też między innymi ósmy podczas rozgrywanych osiem lat wcześniej igrzysk w Turynie. Zdobył również brązowy medal na mistrzostwach świata w Deer Valley w 2011 roku, gdzie wyprzedzili go jedynie Kanadyjczyk Warren Shouldice i Chińczyk Qi Guangpu. Najlepsze wyniki w Pucharze Świata osiągnął w sezonie 2009/2010, kiedy to triumfował w klasyfikacji generalnej, a w klasyfikacji skoków akrobatycznych zdobył Małą Kryształową Kulę. Ponadto w sezonach 2007/2008 i 2010/2011 był drugi w klasyfikacji skoków, a w sezonach 2013/2014, 2016/2017, 2017/2018 i 2018/2019 zajął w niej trzecie miejsce.

## Osiągnięcia

### Igrzyska olimpijskie
| Miejsce | Dzień     | Rok  | Miejscowość | Konkurencja        | Zwycięzca           |
| ------- | --------- | ---- | ----------- | ------------------ | ------------------- |
| 8.      | 23 lutego | 2006 | Turyn       | Skoki akrobatyczne | Han Xiaopeng        |
| 15.     | 25 lutego | 2010 | Vancouver   | Skoki akrobatyczne | Alaksiej Hryszyn    |
| 1.      | 17 lutego | 2014 | Soczi       | Skoki akrobatyczne | -                   |
| 13.     | 18 lutego | 2018 | Pjongczang  | Skoki akrobatyczne | Ołeksandr Abramenko |

### Mistrzostwa świata
| Miejsce | Dzień    | Rok  | Miejscowość          | Konkurencja                  | Zwycięzca        |
| ------- | -------- | ---- | -------------------- | ---------------------------- | ---------------- |
| 19.     | 10 marca | 2007 | Madonna di Campiglio | Skoki akrobatyczne           | Han Xiaopeng     |
| 6.      | 4 marca  | 2009 | Inawashiro           | Skoki akrobatyczne           | Ryan St. Onge    |
| 3.      | 4 lutego | 2011 | Deer Valley          | Skoki akrobatyczne           | Warren Shouldice |
| 8.      | 6 lutego | 2019 | Deer Valley          | Skoki akrobatyczne           | Maksim Burow     |
| 4.      | 7 lutego | 2019 | Deer Valley          | Skoki akrobatyczne drużynowo | Szwajcaria       |

### Puchar Świata

#### Miejsca w klasyfikacji generalnej
- sezon 2001/2002: 151.
- sezon 2003/2004: 129.
- sezon 2005/2006: 71.
- sezon 2006/2007: 33.
- sezon 2007/2008: 4.
- sezon 2008/2009: 46.
- sezon 2009/2010: 1.
- sezon 2010/2011: 6.
- sezon 2011/2012: 35.
- sezon 2013/2014: 6
- sezon 2016/2017: 17.
- sezon 2017/2018: 7.
- sezon 2018/2019: 10.

#### Zwycięstwa w zawodach
1. Inawashiro – 17 lutego 2008 (skoki)
2. Changchun – 19 grudnia 2009 (skoki)
3. Deer Valley – 15 stycznia 2010 (skoki)
4. Lake Placid – 22 stycznia 2010 (skoki)
5. Mont Gabriel – 30 stycznia 2010 (skoki)
6. Mont Gabriel – 16 stycznia 2011 (skoki)
7. Moskwa – 12 lutego 2011 (skoki)
8. Raubiczy – 19 lutego 2011 (skoki)
9. Deer Valley – 10 stycznia 2014 (skoki)
10. Beidahu – 17 grudnia 2016 (skoki)
11. Lake Placid – 14 stycznia 2017 (skoki)
12. Bokwang – 10 lutego 2017 (skoki)
13. Moskwa – 6 stycznia 2018 (skoki)

#### Miejsca na podium
1. Deer Valley – 12 stycznia 2007 (skoki) – 2. miejsce
2. Lianhua – 21 grudnia 2007 (skoki) – 2. miejsce
3. Lake Placid – 19 stycznia 2008 (skoki) – 2. miejsce
4. Mont Gabriel – 27 stycznia 2008 (skoki) – 2. miejsce
5. Cypress Mountain – 6 lutego 2009 (skoki) – 2. miejsce
6. Changchun – 20 grudnia 2009 (skoki) – 3. miejsce
7. Calgary – 10 stycznia 2010 (skoki) – 2. miejsce
8. Lake Placid – 21 stycznia 2010 (skoki) – 3. miejsce
9. Lake Placid – 20 stycznia 2012 (skoki) – 3. miejsce
10. Beidahu – 15 grudnia 2013 (skoki) – 2. miejsce
11. Secret Garden – 17 grudnia 2017 (skoki) – 3. miejsce
12. Deer Valley – 12 stycznia 2018 (skoki) – 3. miejsce
13. Lake Placid – 20 stycznia 2018 (skoki) – 2. miejsce
14. Mińsk – 23 lutego 2019 (skoki) – 2. miejsce
15. Shimao Lotus Mountain – 3 marca 2019 (skoki) – 3. miejsce

- W sumie (13 zwycięstw, 9 drugich i 6 trzecich miejsca).